# Erich Borchmeyer
Erich « Erka » Borchmeyer (né le 23 janvier 1905 à Münster et décédé le 17 août 2000 à Bielefeld) est un athlète allemand spécialiste du sprint. Licencié au TuS Bochum puis aux Stuttgarter Kickers, il mesurait 1,78 m pour 81 kg.

## Biographie

### Palmarès
| Date | Compétition           | Lieu        | Résultat | Épreuve    | Performance |
| ---- | --------------------- | ----------- | -------- | ---------- | ----------- |
| 1932 | Jeux olympiques d'été | Los Angeles | 2e       | 4 × 100 m  | 40 s 9      |
| 1934 | Championnats d'Europe | Turin       | 2e       | 100 mètres | 10 s 7      |
| 1934 | Championnats d'Europe | Turin       | 1er      | 4 × 100 m  | 41 s 0      |
| 1936 | Jeux olympiques d'été | Berlin      | 5e       | 100 mètres | 10 s 7      |
| 1936 | Jeux olympiques d'été | Berlin      | 3e       | 4 × 100 m  | 41 s 2      |

### Records
| Épreuve    | Performance | Lieu | Date |
| ---------- | ----------- | ---- | ---- |
| 100 mètres | 10 s 3      |      | 1933 |
| 200 mètres | 21 s 4      |      | 1929 |